# Monteverdiho sbor Hamburk
Monteverdi-Chor Hamburg (Monteverdiho sbor Hamburk) je jedním z nejznámějších německých koncertních sborů. Mezinárodní proslulosti dosáhl za svého zakladatele a dlouholetého vedoucího Jürgena Jürgense směrodatnými nahrávkami na gramofonových deskách i cenami získanými v soutěžích. Od roku 1994 až do roku 2018 byl uměleckým vedoucím sboru, který nyní vede Antonius Adamske, lipský dirigent Gothart Stier.
Monteverdiho sbor Hamburk založil v roce 1955 Jürgen Jürgens jako „Sbor při Italském kulturním institutu“. V témže roce byl sbor z podnětu vedoucího institutu přejmenován na „Monteverdiho sbor“, a to v době, kdy byl Claudio Monteverdi ještě zdaleka neznámým skladatelem. Od roku 1961 náleží sbor do Souboru akademického pěstování hudby Hamburské univerzity, který jako univerzitní hudební ředitel vedl v letech 1961–1993 Jürgen Jürgens.
Po čtyřech letech usilovné budovatelské práce získal Monteverdiho sbor v roce 1959 v Mezinárodní sborové soutěži v Arezzu (Itálie) poprvé 1. cenu. Roku 1962 následovala další 1. cena – v Mezinárodní sborové soutěži v Lille (Francie). Poté vstoupil sbor na mezinárodní dráhu, v oblasti amatérské hudby bezpříkladnou.
Ve spolupráci s Gustavem Leonhardtem, Nikolausem Harnoncourtem, Fransem Brüggenem a Eduardem Melkusem vznikly pro labely Das Alte Werk společnosti Teldec a Archiv Produktion společnosti Deutsche Grammophon Gesellschaft četné průkopnické nahrávky na gramofonových deskách, jež byly vyznamenány cenami a sbor proslavily na mezinárodní úrovni. Následovala pozvání na hudební festivaly v Německu i v zahraničí; sbor vystoupil téměř ve všech zemích západní a východní Evropy, na Blízkém východě, v USA, ve Střední a Latinské Americe, jihovýchodní Asii, Číně a Austrálii.
Po náhlé smrti Jürgena Jürgense v srpnu 1994 převzal umělecké vedení Monteverdiho sboru lipský dirigent a bývalý koncertní pěvec Gothart Stier. V říjnu 2018 byl do funkce šéfdirigenta zvolen specialista na starou hudbu Antonius Adamske.